# Kristuskyrkan
Kristuskyrkan är en kyrkobyggnad i Helsingfors, belägen i centrala stadsdelen Främre Tölö vid hörnet mellan Fanrik Ståls och Apollogatan. Metodismen kom till Finland år 1881, då den första metodistförsamlingen bildades i Vasa. Den spred sig sedan till andra delar av Finland, och Helsingforsförsamlingen grundades år 1884. Den nuvarande kyrkobyggnaden uppfördes i början av nittonhundratalet och är hem för Helsingfors svenskspråkiga metodistförsamling som är en del av Finlands svenska metodistkyrka.

## Arkitektur och historia
Byggnaden, som ritades av arkitekten Atte V. Willberg (1884–1935), är ett exempel på nygotisk stil från nittonhundratalet. Kristuskyrkans fasad består av mörkrött och hårdbränt murtegel som är kända som "munktegel" (munkesten) på grund av deras traditionella användning vid byggandet av kloster och kyrkor. Willberg gjorde de första planerna för kyrkan i början av 1920 och finslipade ritningarna under flera år. Byggnadsarbetet påbörjades mellan 1926 och 1927. Kyrkobyggnaden invigdes officiellt med sin invigningsgudstjänst den 23 september 1928. Vid invigningen närvarade dåvarande presidenten för Republiken Finland, Lauri Kristian Relander, kulturministern Kukkonen samt den svenske diplomaten, baron Carl Hamilton, Sveriges minister i Helsingfors.

### Kyrktornet
Kyrkans 59 meter höga torn med spira är ett distinkt drag i Helsingfors stad.

### Rosettfönster
Som vanligt inom gotisk arkitekturtradition finns ett stort rosettfönster  på kyrkans fasad ovanför huvudentrén. Det vackra glasverket har utförts av konstnären Lennart  Segerstråle (1892–1975) och har titeln "Skapelsens lovsång". I centrum av målningen finns en bild av David som spelar lyra omgiven av blommor och grönsaksmotiv. En spiraltrappa  i högra sidan av vestibulen  leder till den övre loggian inuti kyrkan, från vilken man på närmare avstånd kan studera de intrikata detaljerna i rosettfönstret.

### Skulpterat antependium och krucifix
Altaret bär ett fint skulpterat basrelief av skulptören William Winqvist (1928). Det föreställer den sista måltiden med Kristus stående i centrum, de tolv apostlarna flankerar honom på båda sidor, och Judas huvud placerat lägst bland alla apostlarna med hans hand som håller i påsen. Winqvist har också designat och skulpterat det stora krucifixet som installerades i absiden 1943, titeln på träskulpturen är "Christus Victor" (Kristus Segraren).

### Takmålning
Inne i kyrkan, efter vestibulen (vapenrummet), i taket under läktaren finns en takmålning av konstnären Carl August Henry Ericsson (1898-1933). Den talar symboliskt om trädet vars grenar sträcker sig ut över hela jorden. De tolv duvorna med gloria är de tolv apostlarna som gick ut med frälsningens budskap till hela världen.

### Orgeln
Orgeln har byggts i Kangasala av Kangasala Orgelfrabriken och har 15 stämmor. Professor Asko Rautioaho ritade orgeln så att rosettfönstret bakom orgeln också kan ses från insidan av kyrkan.

### Bildgalleri

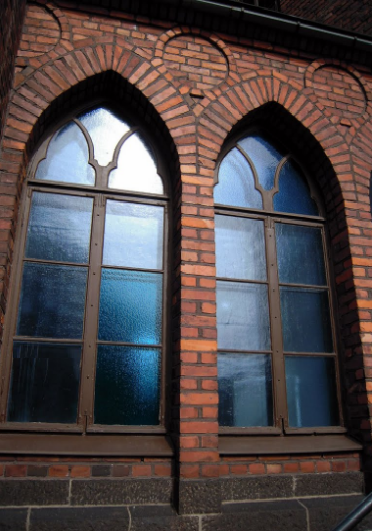
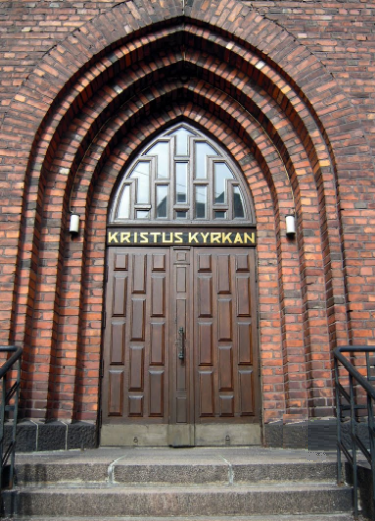
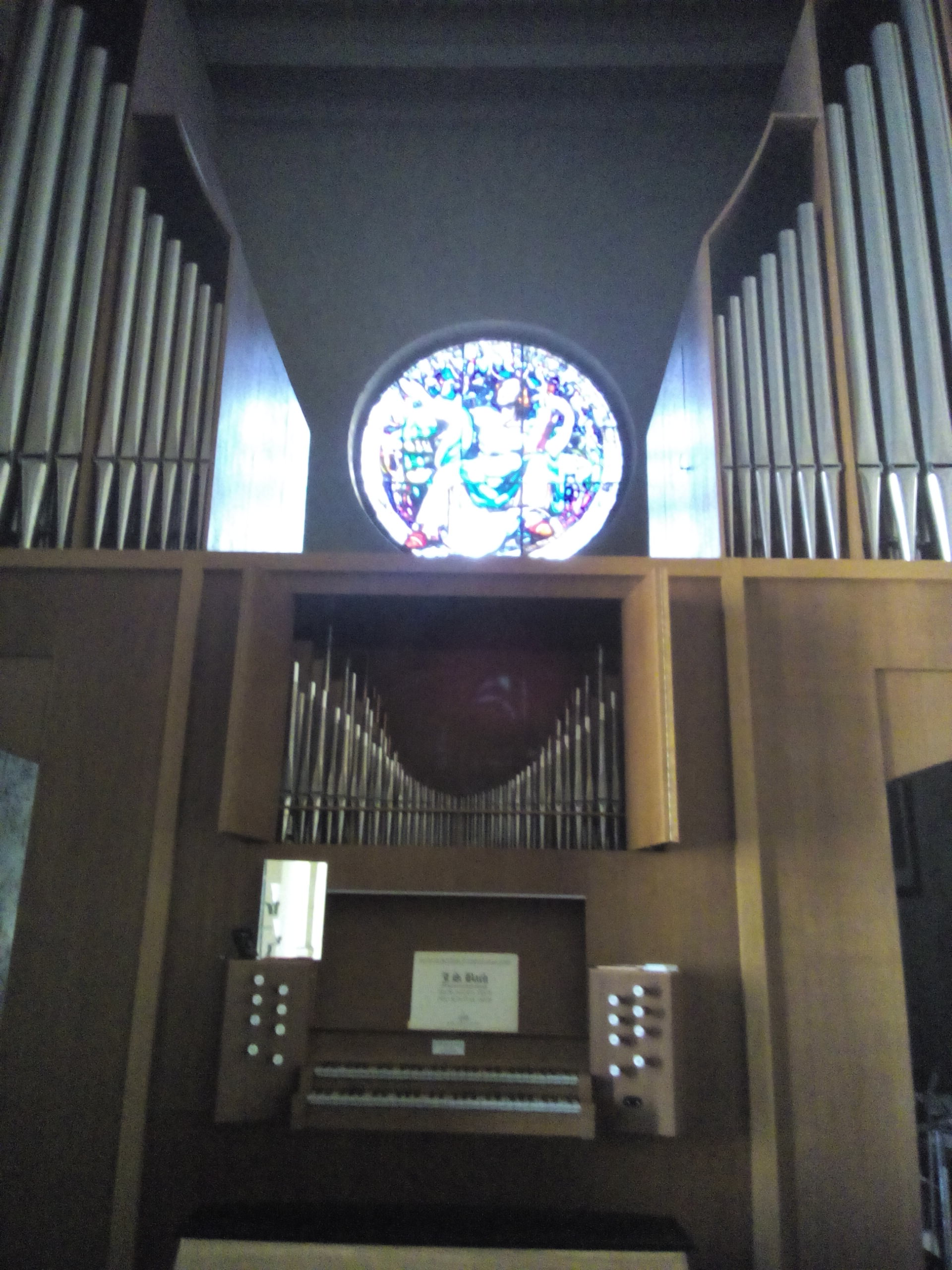
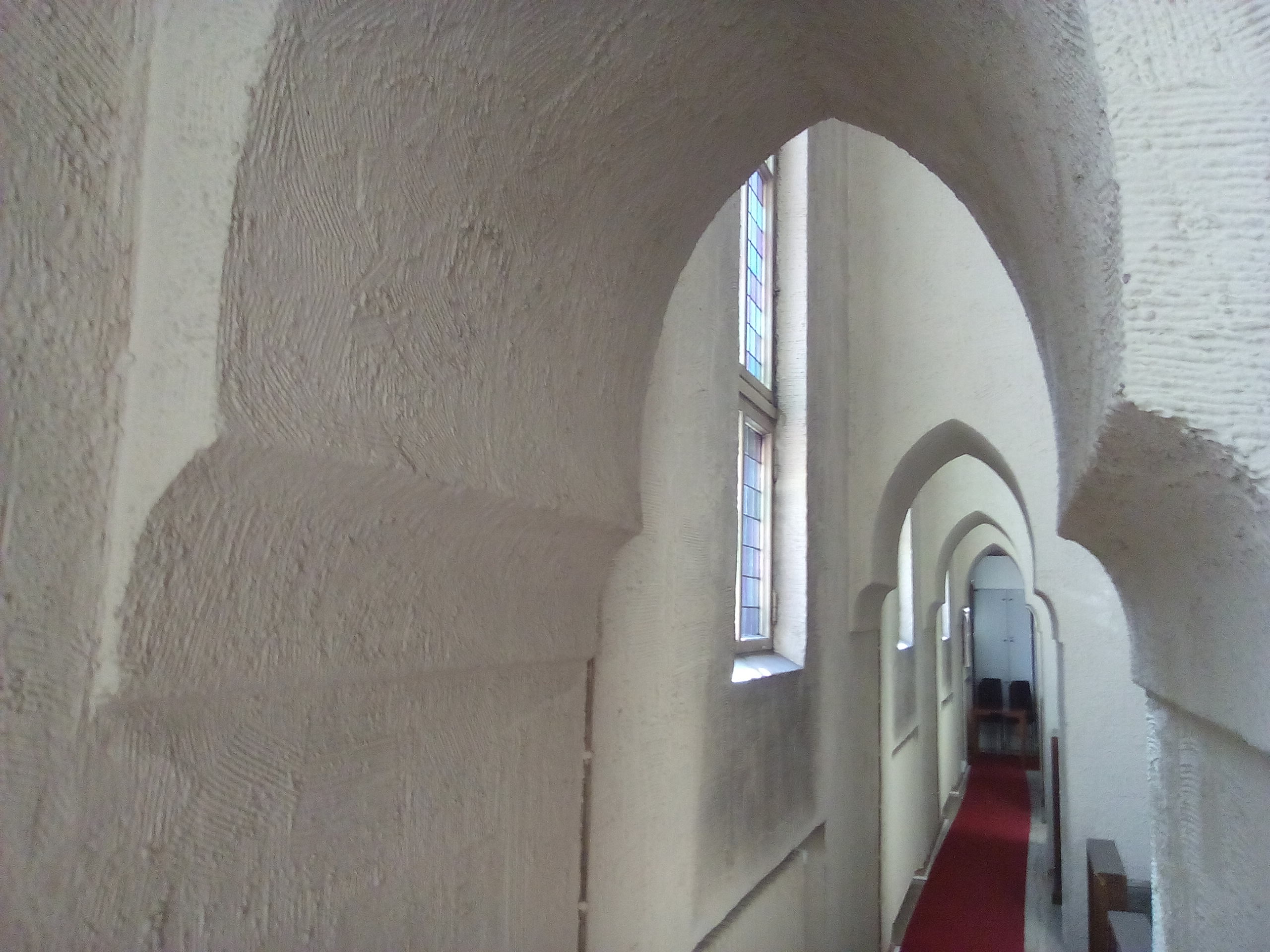
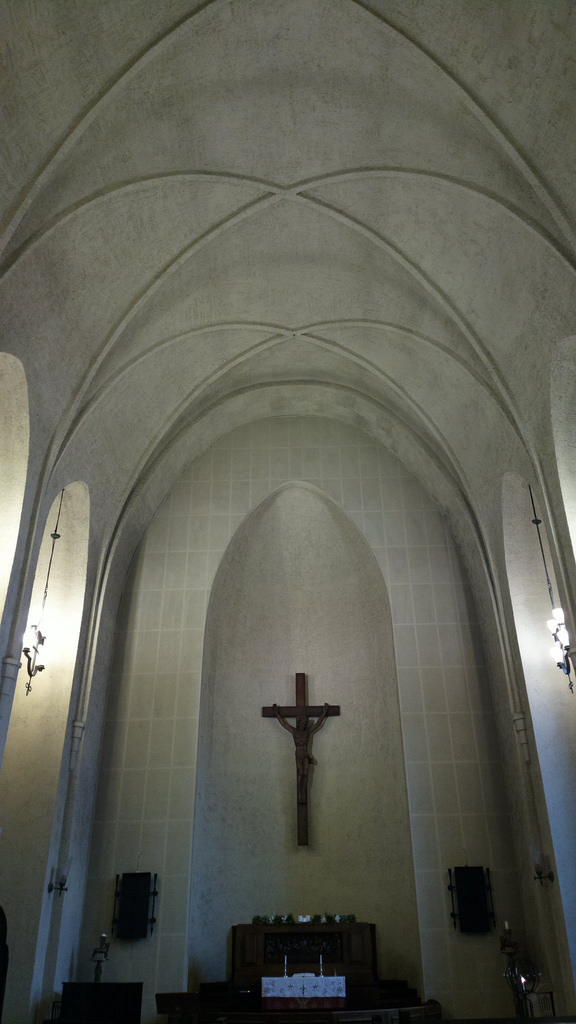
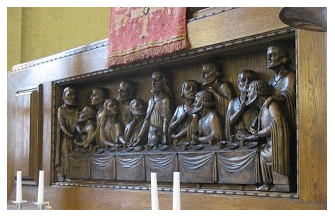
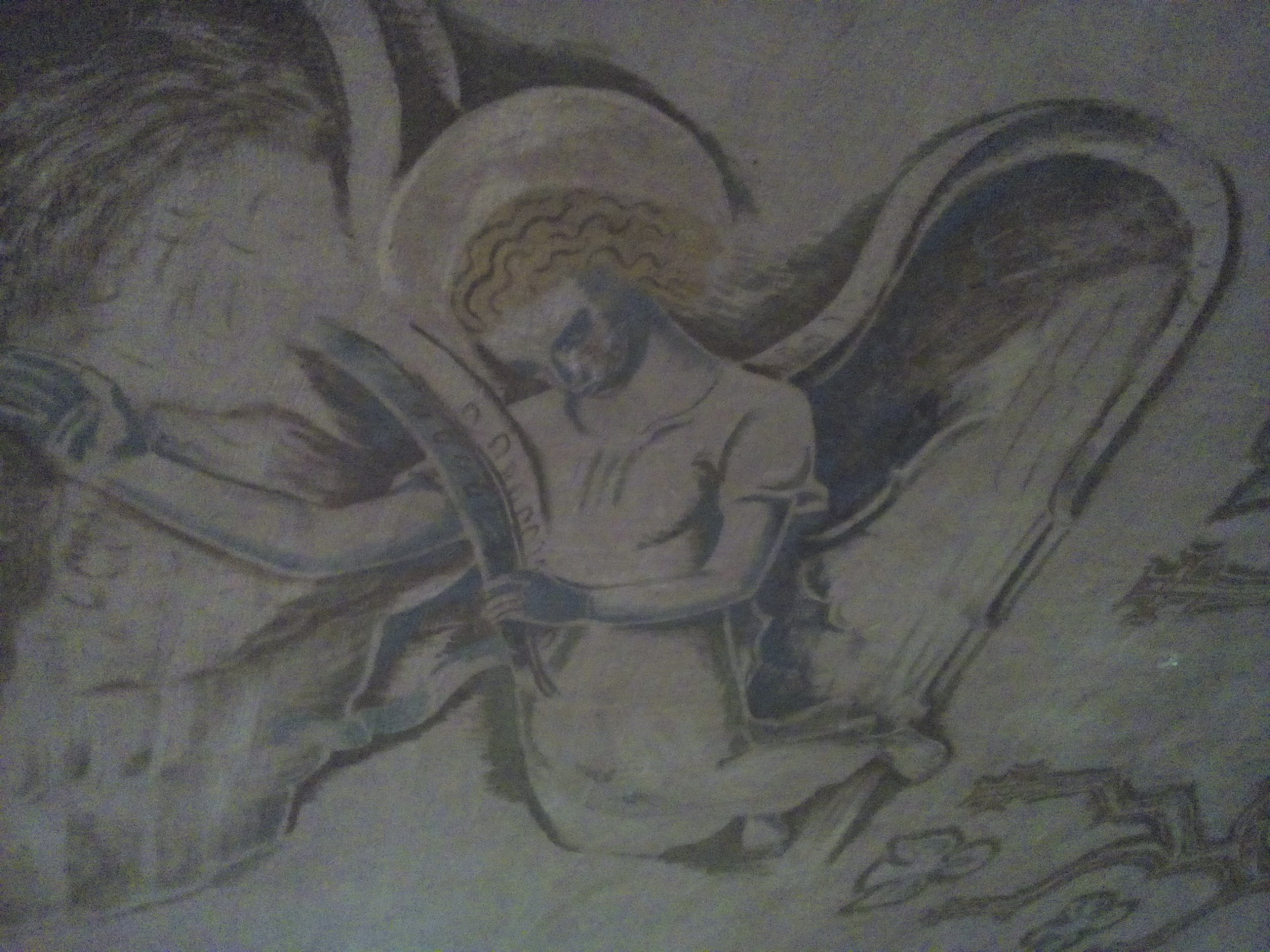
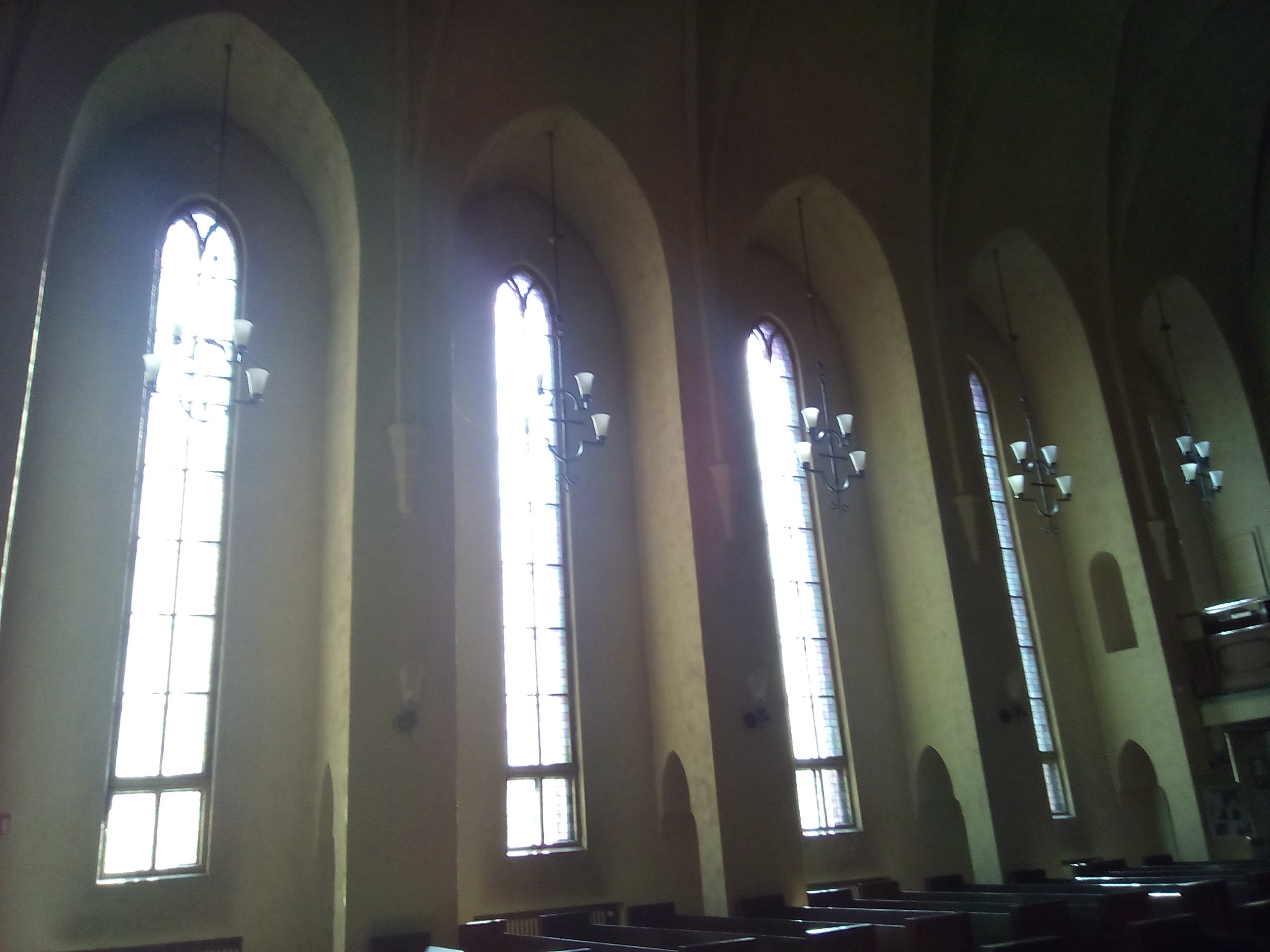
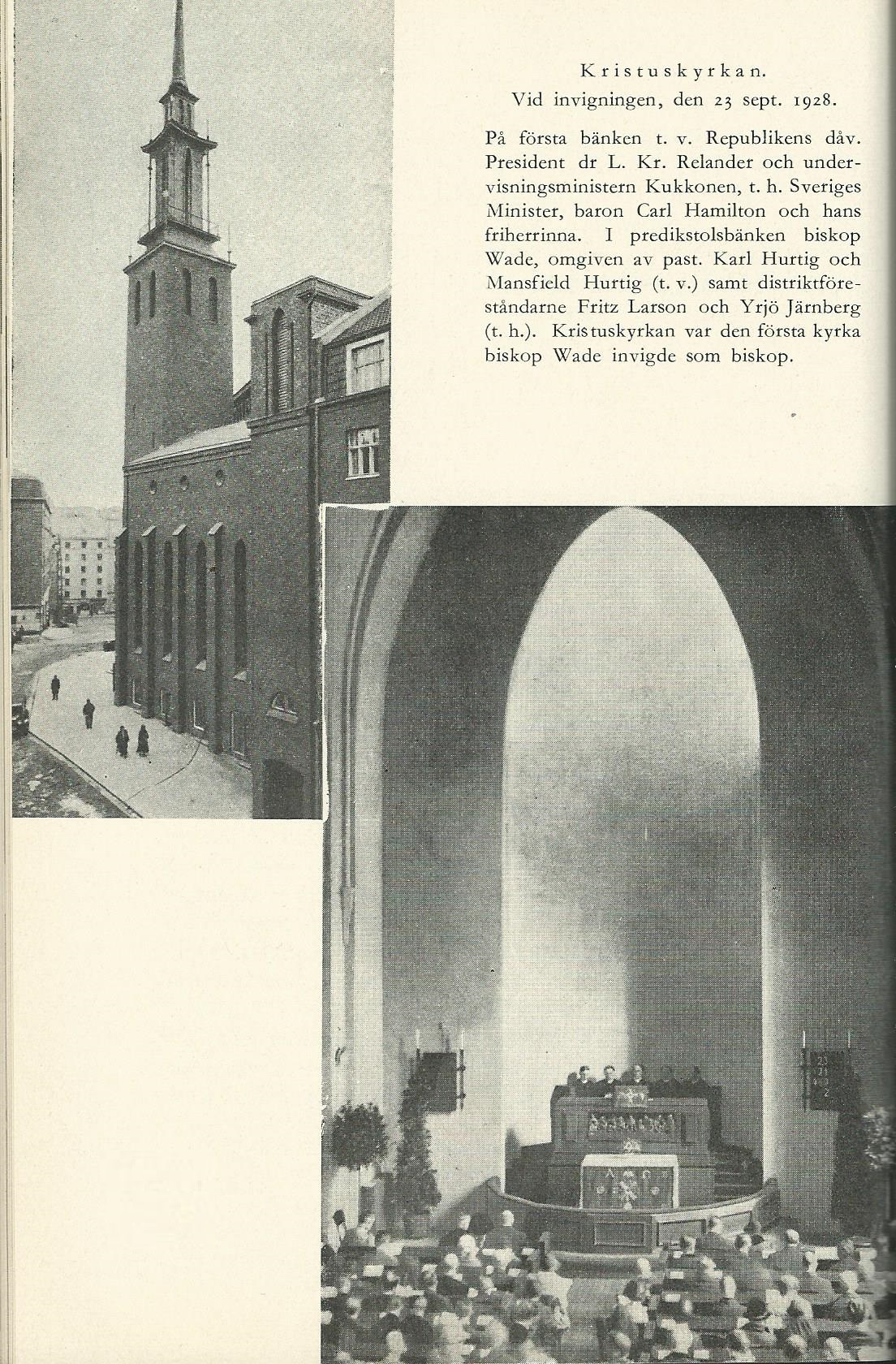
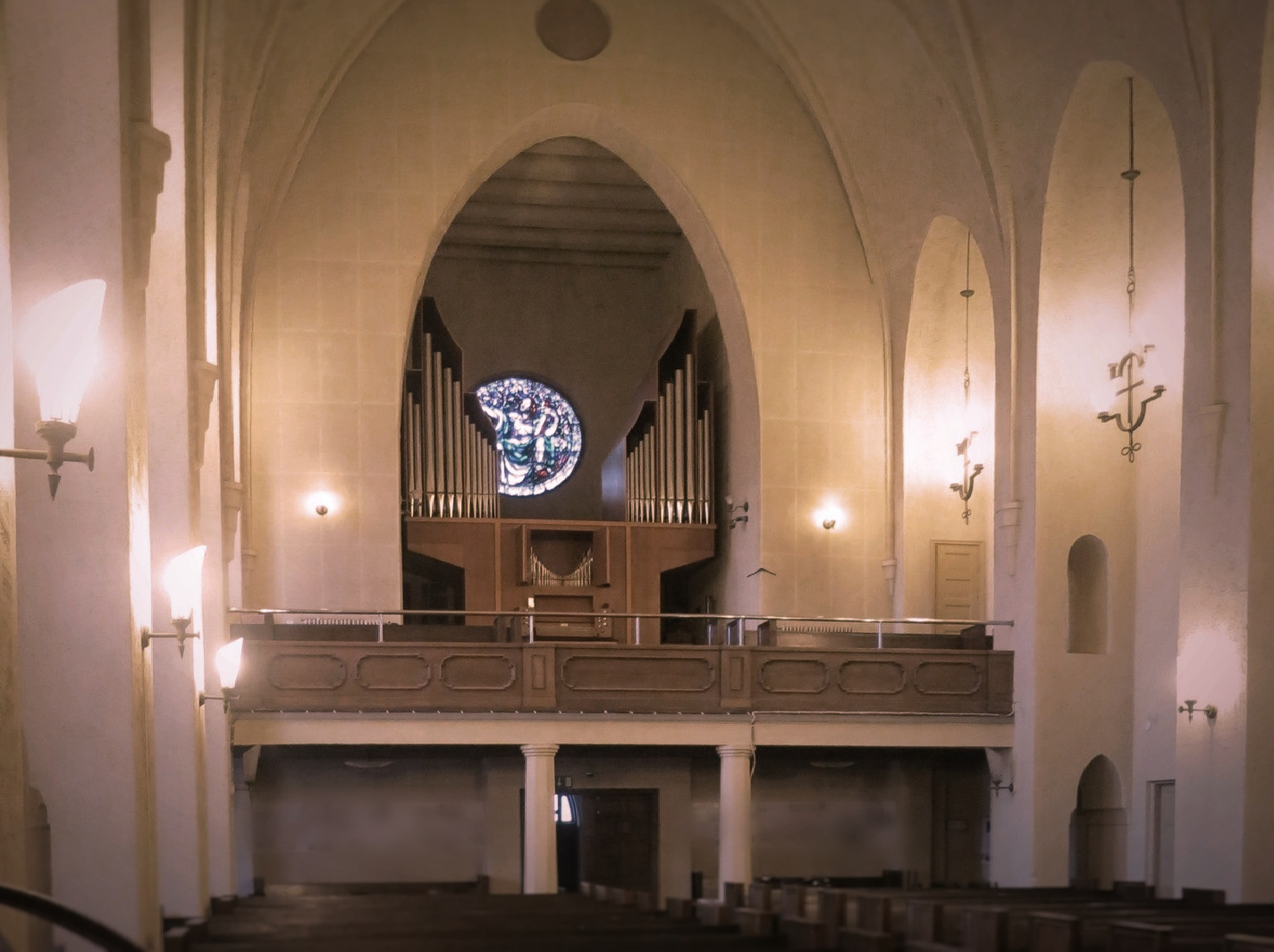
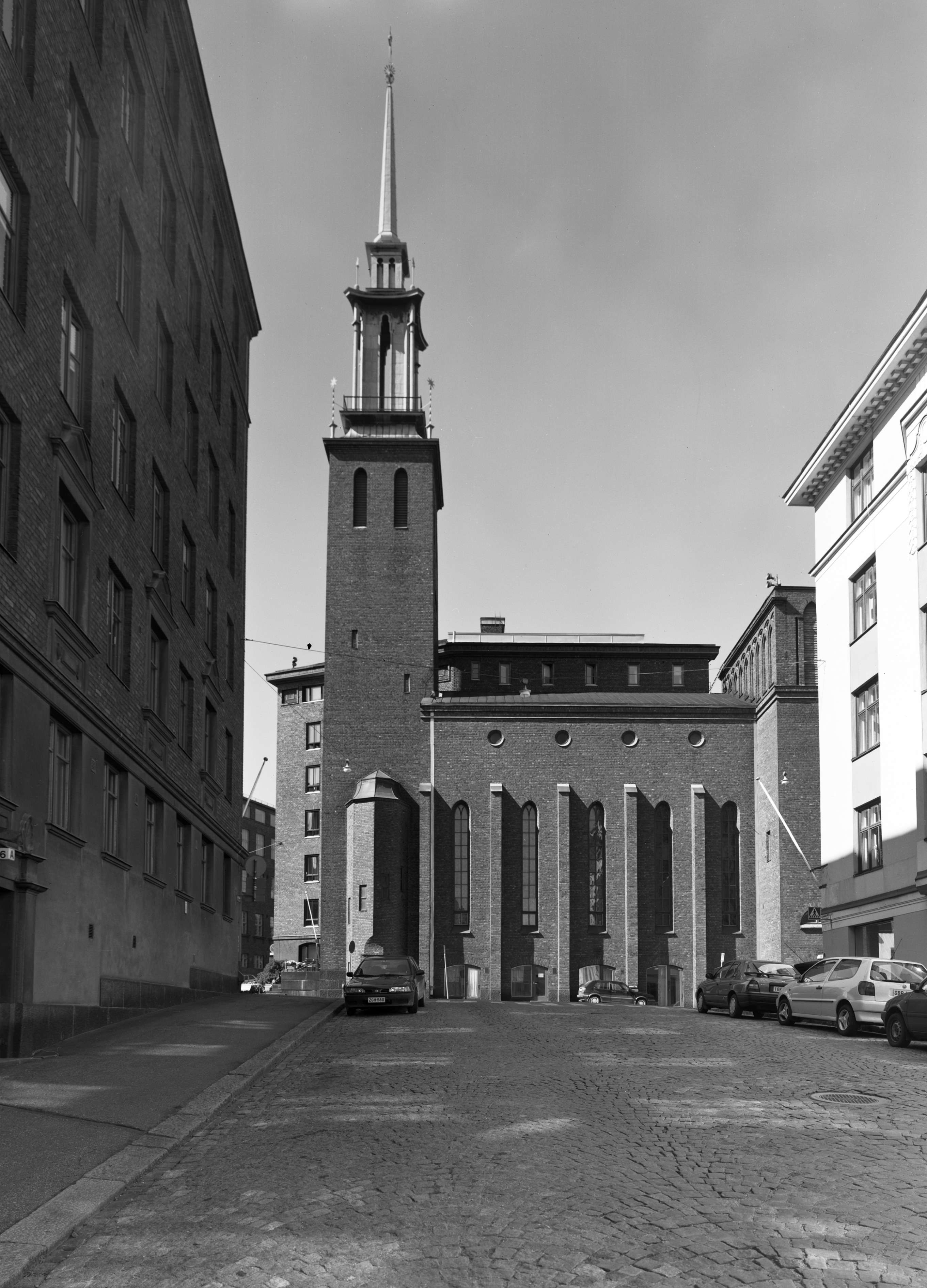
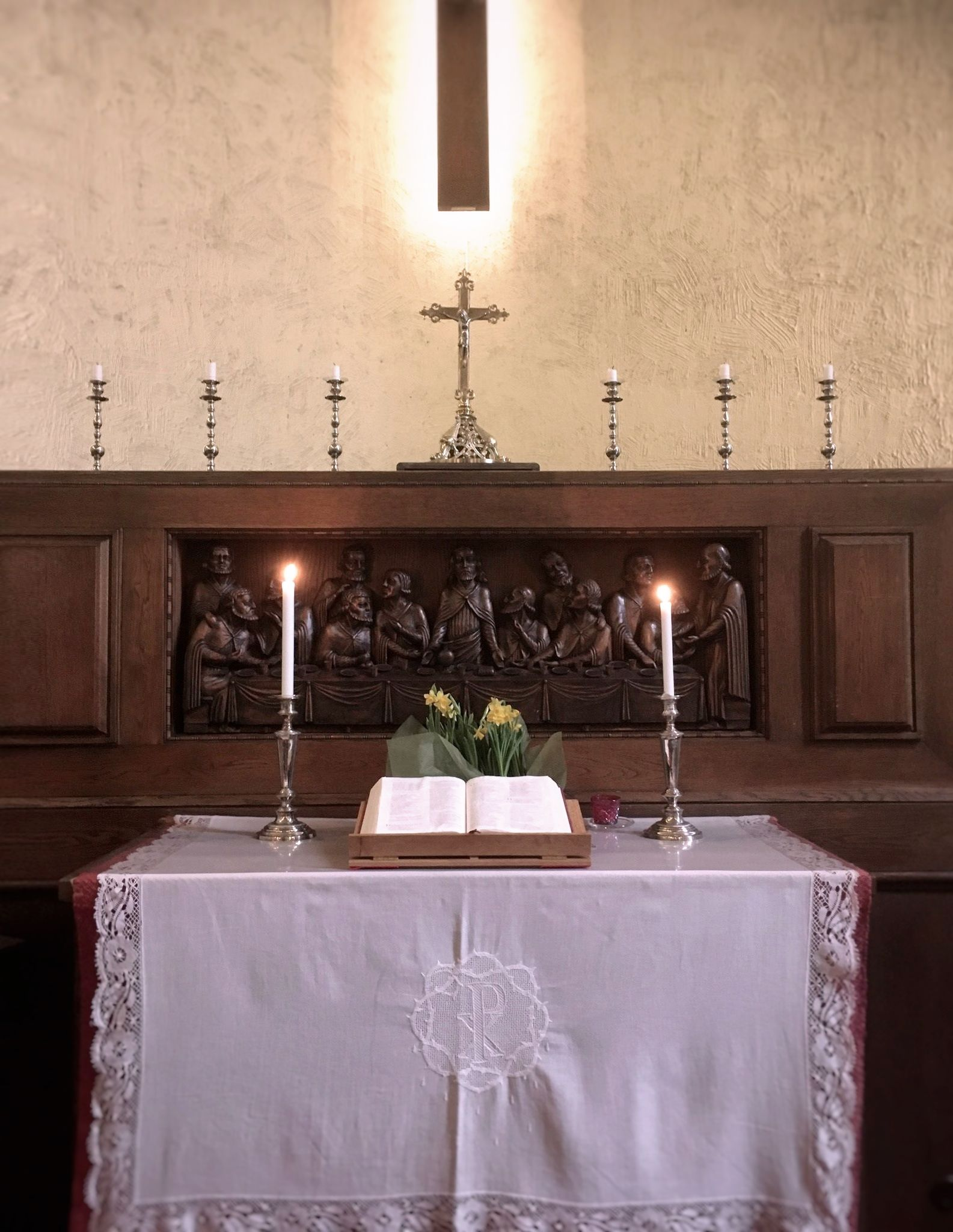
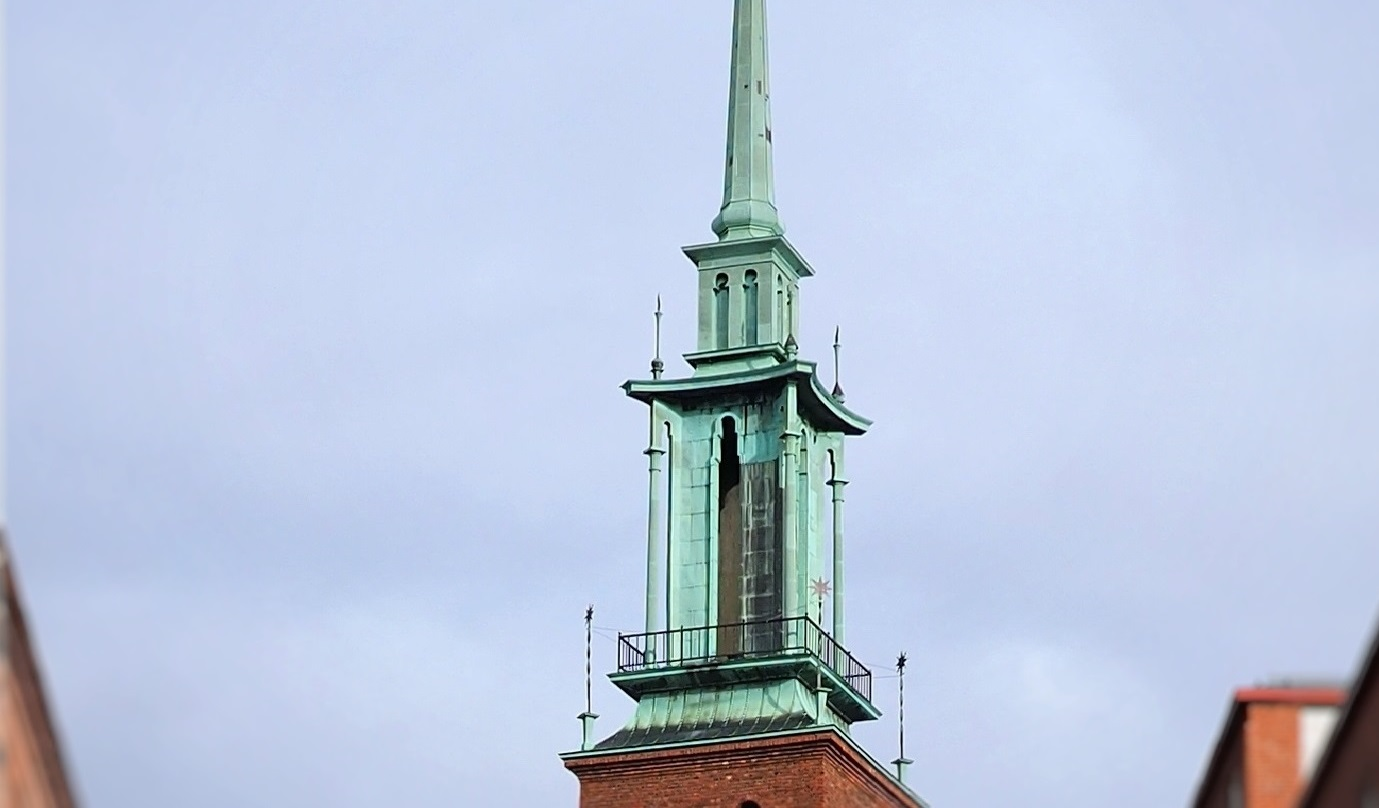